# Franck Mériguet
Franck Mériguet (Pézenas, 21 marzo 1974) è un allenatore di pallacanestro ed ex cestista francese.

## Palmarès

### Giocatore
- Campionato francese: 1

PSG Racing: 1996-97

### Allenatore
- Coppa del Lussemburgo: 1

Esch: 2022
- Supercoppa del Lussemburgo: 1

Esch: 2022
- Division Nationale 2: 2

Esch: 2009-10, 2013-14